# Jehan Bailly
Pour les articles homonymes, voir Bailly.
Jehan Bailly (fl. XVe siècle) fut un important organiste français, organiste de la Cathédrale Notre-Dame de Paris.